# キングズ・リン
座標: 北緯52度45分15秒 東経0度23分51秒 / 北緯52.7543度 東経0.3976度
キングズ・リン (King's Lynn) は、イングランド・ノーフォークのタウン。行政上はキングズ・リン・アンド・ウェスト・ノーフォークに属している。ロンドンの北156km、ノリッジの西71kmに位置している。2007年の人口は42,800人であった。

## 歴史

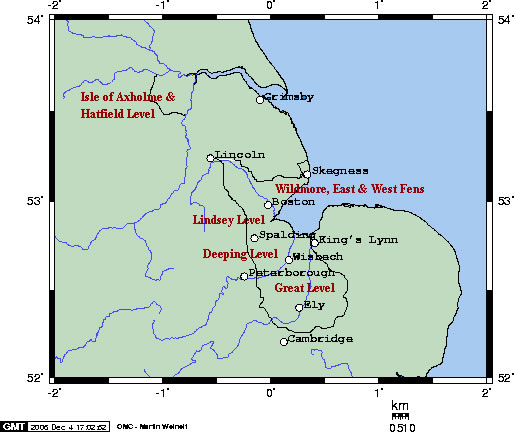
ウォッシュ湾(:en:The Wash)の河口近くにあり古くから発達した

古くはブリトン語のlindo（湖の意）に由来する「リン」という名前で呼ばれていたが、11世紀末に地元の貿易商たちの要請により、ノリッジの司祭 (Bishop of Nowich) の管轄地となり、「ビショップス・リン（司祭のリン）」と呼称された。1204年にはジョン王から自治都市と認められた。
1377年には人口4691人を数え、14世紀頃のイングランドにおいて、リヴァプールと同程度に重要な港であった。その頃、欧州における海上貿易はハンザ同盟都市により支配されていた。1530年代にヘンリー8世がカトリックから独立してイングランド教会を創設したことにより、管轄地の再編成が行われ、1537年にビショップス・リンから「キングズ・リン（王のリン）」に改名された。
17世紀に大西洋を横断する新大陸との貿易が始まり、西岸の港が有利となり、16世紀から17世紀のキングズ・リンはイングランドの主要な港ではなくなっていた。第一次世界大戦において、1915年1月19日に空爆を受け、イングランドで最初に空爆を受けた町の一つとなった。第二次世界大戦において、町は安全と考えられ、ロンドンより大勢の避難民が押し寄せたが、完全に安全とはいえる状況ではなく、たびたび空爆を受けた。

## 出身人物
- ジョージ・バンクーバー - 探検家
- マーティン・ブランドル - 元F1ドライバー
- マージェリー・ケンプ - 15世紀のキリスト教神秘主義者。イギリス最古の自伝と言われる『マージェリー・ケンプの書（英語版）』で知られる。
- ジョージ・ラッセル - F1ドライバー
- ジョージ・ノース - ラグビー選手

## 姉妹都市
- ドイツ エメリッヒ・アム・ライン
- チェコ ムラダー・ボレスラフ